# Гришаева, Надежда Сергеевна
Наде́жда Серге́евна Гриша́ева (родилась 2 июля 1989 года, Москва) — российская баскетболистка, выступавшая за ЖБК «Динамо» (Москва) и национальную команду России. Дочь известного российского баскетболиста Сергея Гришаева.

## Карьера
Бронзовый призёр первенств Европы 2004 г. (U16) и 2007 г. (U-18).
Участница первенства Европы 2005 г. (U16) и 2009 г. (U20).
Выступала за московское «Динамо», вологодский клуб «Чеваката» и видновскую «Спарта&К».
Бронзовый призёр Х Кубка России — 2013 г.

### Клубная
Дебютировала в российском чемпионате в 2006 году в составе подмосковного «Динамо». Первый тренер — Владимир Штам. В 2009—2010 годах выступала за команду «Вологда-Чеваката». Сезон 2010/11 провела в подмосковном клубе «Спарта&К». С 2011 по 2012 год выступала за французский баскетбольный клуб «Аррас». 8 июля 2012 года подписала контракт с «Динамо» Москва. В сезоне 2014/15 подписала контракт с курским Динамо, но после нескольких игр на сборах получила серьёзную травму, из-за которой пропустила весь сезон. В сезона 2015/2016 года подписала контракт с турецким «Бешикташем» на 1 год. В январе 2016 года снова вернулась в «Динамо» (Москва).

### Международная
Дебютировала в составе национальной сборной в 2008 году. В составе национальной сборной приняла участие в летней Олимпиаде 2012 года в Лондоне.
В 2013 вошла в состав женской студенческой сборной России.

### После завершения спортивной карьеры
Окончила экономический факультет МГУ.
Основала фитнес-клуб Anvil

## Достижения
- Серебряный призёр Евролиги: 2010/2011
- Обладатель Кубка Европы: 2013, 2014
- Серебряный призёр чемпионата России по баскетболу среди женщин: 2010/2011

## Личная жизнь
В 2021 году Надежда Гришаева вышла замуж.